# VG Cats
VG Cats (kurz für Video Game Cats, zu dt. „Videospiel-Katzen“) ist ein Webcomic des kanadischen Cartoonisten Scott Ramsoomair. Der Inhalt der Comicstrips reicht von Videospiel-basiertem Humor bis zu Satire über die Videospielindustrie. Häufig werden Videospiele parodiert. Der Zeichner veröffentlicht den Webcomic seit 2003 auf seiner eigenen Website. Die Strips haben üblicherweise ein großes Format und sind koloriert. Die Hauptpersonen der Strips sind zwei vermenschlichte Katzen, welche beide Videospiele lieben. Der Inhalt der Strips ist trotz des jugendgerechten Zeichenstils nicht für Kinder geeignet.

## Veröffentlichungsgeschichte
Das Webcomic startete laut FAQ auf der Website (derzeit nicht aufrufbar) im Jahr 2001. Der erste vorhandene Strip hat das Datum 2003. 2018 enthielt die Website laut eigener Zählung 380 Strips die im Hauptarchiv gelistet sind, was einen Durchschnitt von 25 Strips pro Jahr ergibt. Seit 2018 veröffentlicht der Autor nur noch ein bis zwei Strips pro Jahr.
Die Website VG Cats beherbergte außerdem Adventure Log, einen Webcomic geschrieben und gezeichnet von Ramsoomair über Final Fantasy XI, und Super Effective, eine Webcomic-Parodie der Pokémon-Spieleserie. Adventure Log wurde seit 2008 nicht mehr aktualisiert. Super Effective wurde seit 2014 nicht mehr aktualisiert.
2006 wurde ein kurzer Animationsfilm zu Webcomic produziert, der ebenfalls auf der Website veröffentlicht wurde. Er sollte der Start einer Serie sein, zu der aber keine weiteren Episoden folgten.

## Inhalt
VG Cats erzählt keine zusammenhängende Geschichte. Jeder Comicstrip stellt eine Parodie auf ein Videospiel dar oder auf ein aktuelles Geschehen aus der Szene. Oftmals stellen die eigens erfundenen Charaktere Leo und Aeris Charaktere aus den Spielen dar oder sind sonst wie in die Strips integriert.
Somit basieren auch die meisten Pointen auf Videospielen, wodurch Außenstehende bzw. Personen, die sich mit der Thematik nicht auseinandergesetzt haben, wenig verstehen werden.

## Figuren
Leo Leonardo – Einer der beiden Hauptakteure der Serie. Leo ist ein Kater und ein wenig dumm. Er fällt leicht auf Sachen herein und tut alles für Videospiele. Oftmals tut er dumme und/oder überstürzte Dinge, die Aeris zur Verzweiflung bringen. Leo verkörpert in vielen Strips einen männlichen Videospielfigur. Der Name von Leo leitet sich vom Kater des Autors ab.
Aeris – Aeris taucht genau wie Leo in nahezu jedem Comic auf und gehört zu den originalen Figuren der Serie. Im Gegensatz zu Leo denkt sie über die Dinge, die sie tut, nach und handelt erst dann. Aeris verkörpert in vielen Strips eine weibliche Videospielfigur. Der Name von Aeris leitet sich von der Katze des Autors ab.
Pantsman – Pantsman ist ein Held der gegen das Böse kämpft und verkörpert den Alter Ego des Autors. Sein Name rührt daher, dass er als Maske eine Boxer-Shorts benutzt, die er auf dem Kopf trägt. Auch wenn er gegen das Böse kämpft, so kann er auch sehr eigennützig handeln, wenn er sich zum Beispiel an Batman rächt, indem er sein Auto verunstaltet. Pantsman taucht nicht in den regulären Videospielparodie-Comics auf, sondern oft in Comics mit eigener Handlung, die nichts mit Videospielen zu tun haben.
Dr. F.G. Hobo – Dr. Hobo ist ein Obdachloser, der sich für einen Doktor hält. Er trinkt und trägt eine Papiertüte auf dem Kopf. In aller Regel ist er betrunken und kann auch nicht richtig sprechen. Dr. Hobo ist aber in Strip 183 verstorben. Jedoch tritt er zwischen den Strips 269 und 270 in einen Gast-Comic als Geist auf. In Strip 314 sieht man ihn allerdings wieder lebendig.
Krug – Krug ist ein Monster mit rotem Fell und gelben Augen. Aus einigen Comics heraus erfährt man, dass er mit Leo und Aeris befreundet ist, da sie zum Beispiel zusammen ein Computer-Rollenspiel spielen. Er ist ein recht simpel gestrickter Geist und spricht auch nicht grammatikalisch richtig. Krug trägt außerdem den Titel „Lord der Widerlichen“, welcher allerdings nicht aktiv im Comic genutzt wurde.
Ternaldo – Ternaldo ist ein weiter Freund von Leo und Aeris. Er ist ein leidenschaftlicher Fan von Sammelkartenspielen, was auch immer wieder in diverse Comics einfließt. Er repräsentiert meistens einen sehr enthusiastischen Computerspieler, der meist leichtgläubig den  Hype eines Titels mitgeht, diesen aber nach kurzer Zeit wieder fallen lässt, weil er die Lust daran verloren hat.
Johnny Evilguy – Johnny taucht in aller Regel als zwielichtiger Händler auf, der den Figuren etwas zu einem überteuerten Preis verkaufen will. In einer Parodie auf das Videospiel Neverwinter Nights verlangt er zum Beispiel den linken Hoden einer Figur.

## Auszeichnungen
Der Comic wurde 2005 mit zwei und 2006 mit einem Preis bei den Web Cartoonist's Choice Awards ausgezeichnet: mit dem Preis für Outstanding Use of Color und für Outstanding Gaming Comic 2005 und für Outstanding Gaming Comic 2006. Die Serie wurde viele weitere Male für den Preis nominiert.